# Kinoprojektor
Kinoprojektor služi za projiciranje filmova. Konstruiran je za određeni format filmske vrpce, a postoje i kombinirani projektori za više formata. Sastoji se od mehaničkog, električnog, optičkog i tonskoga dijela. Filmska vrpca prolazi kroz projektor standardiziranom brzinom od 24 sličice u sekundi. Otkriće kinoprojektora bilo je presudno za razvoj kinematografije, odnosno prikazivanje za masovnu publiku.

## Način rada
Uzmimo komadić drva koji tinja i zavrtimo ga u tamnoj sobi. Ako ga vrtimo brže, činit će nam se kao da je cijela kružnica po kojoj se vrti svijetla. To će biti onda kad jedan okret po kružnici traje 1/8 sekunde. Znači da osjet u oku traje 1/8 sekunde pošto je nestao podražaj. Prestane li na oko djelovati podražaj svjetlosti, neće u isti mah nestati i osjet svjetlosti nego će trajati još neko vrijeme. Utisak slike u oku traje po prilici 1/8 sekunde nakon što je podražaj nestao. Na pojavi da osjet svjetlosti u oku traje dulje vremena od podražaja osniva se kinoprojektor. 
Prvi aparat za prikazivanje filmova i to uglavnom na istoj osnovi kakav je i danas u upotrebi izumio je Francuz Louis Lumiere 1894. Na filmu je snimljena radnja, odnosno gibanje na mnogo sličica koje se jedna od druge razlikuju samo za neki dio kretnje. Projiciranje na platnu vrši se brzinom od 24 slike u sekundi, pa se zbog toga utisci stapaju u neprekinutu cjelinu, i mi na primjer vidimo kako čovjek hoda. 
Kinoprojektor je projekcioni aparat kod kojeg se slike, snimljene na filmsku vrpcu, projiciraju na zaslon. Vrpcu pokreću zupčanici koji hvataju u izreze perforacije koja se nalazi s obje strane vrpce, a kreće se između uređaja za rasvjetu i objektiva projektora. Filmska se vrpca povlači posebnim mehanizmom, koji se zove malteški križ, i to na prekide tako da se svaka slika određeno vrijeme, iako vrlo kratko, projicira na zaslon (platno).
Kada se slika mijenja, to jest kada dolazi iduća, zaslon nije osvijetljen jer je svjetlosni tok zaklonjen rotirajućim zaslonom. Zbog velike brzine to se ne opaža, već nam se čini da jedna slika ide neprekidno za drugom. 
Snimi li se neka pojava, na primjer 500 puta u sekundi, i projicira li se brzinom od 20 slika u sekundi, bit će brzina projiciranja 20 : 500 = 1/25 normalne brzine. Zbog toga će se snimljena pojava razvijati na zastoru sasvim polagano tako da ćemo tu pojavu moći promatrati u detalje. Tako se na primjer skok konja može vidjeti sasvim polagano. Na taj j enačin filmskim putem na zastoru omogućuje da se brze pojave potpuno uspore. Filmskim putem možemo postići i obratno, spore pojave ubrzati na zastoru, kao na primjer rast biljke.